# Haltérophilie aux Jeux panaméricains de 2019
Navigation
2015
Les compétitions d'haltérophilie aux Jeux panaméricains de 2019 ont lieu du 27 au 30 juillet 2019 à Lima, au Pérou. 

## Médaillés

### Hommes
| Épreuves | Or                       | Argent                     | Bronze                    |
| -------- | ------------------------ | -------------------------- | ------------------------- |
| - 61 kg  | Francisco Mosquera (COL) | Jairo Serna (COL)          | Antonio Vasquez (MEX)     |
| - 67 kg  | Jonathan Muñoz (MEX)     | Edgar Pineda (GUA)         | Luis David Bardalez (PER) |
| - 73 kg  | Julio Mayora (VEN)       | Luis Javier Mosquera (COL) | Julio Cedeño (DOM)        |
| - 81 kg  | Brayan Rodallegas (COL)  | Zacarías Bonnat (DOM)      | Harrison Maurus (USA)     |
| - 96 kg  | Jhonatan Rivas (COL)     | Boady Santavy (CAN)        | Keydomar Vallenilla (VEN) |
| - 109 kg | Wesley Kitts (USA)       | Jesús González (VEN)       | Jorge Arroyo (ECU)        |
| + 109 kg | Fernando Reis (BRA)      | Luis Lauret (CUB)          | Raúl Manríquez (MEX)      |

### Femmes
| Épreuves | Or                          | Argent                        | Bronze                  |
| -------- | --------------------------- | ----------------------------- | ----------------------- |
| - 49 kg  | Beatriz Piron (DOM)         | Ana Iris Segura (COL)         | Santa Cotes (DOM)       |
| - 55 kg  | Génesis Rodríguez (VEN)     | Yenny Sinisterra (COL)        | Ana López Ferrer (MEX)  |
| - 59 kg  | Maria Lobon (COL)           | Maria Alexandra Escobar (ECU) | Yusleidy Figueroa (VEN) |
| - 64 kg  | Mercedes Pérez (COL)        | Mattie Sasser (USA)           | Angie Palacios (ECU)    |
| - 76 kg  | Neisi Dajomes (ECU)         | Aremi Fuentes (MEX)           | Katherine Nye (USA)     |
| - 87 kg  | María Fernanda Valdés (CHI) | Crismery Santana (DOM)        | Tamara Salazar (ECU)    |
| + 87 kg  | Sarah Robles (USA)          | Veronica Saladin (DOM)        | Lissbeth Ayovi (ECU)    |

## Tableau des médailles
| Rang  | Nation                 | Or | Argent | Bronze | Total |
| ----- | ---------------------- | -- | ------ | ------ | ----- |
| 1     | Colombie               | 5  | 4      | 0      | 9     |
| 2     | États-Unis             | 2  | 1      | 2      | 5     |
| 2     | Venezuela              | 2  | 1      | 2      | 5     |
| 4     | République dominicaine | 1  | 3      | 2      | 6     |
| 5     | Équateur               | 1  | 1      | 4      | 6     |
| 6     | Mexique                | 1  | 1      | 3      | 5     |
| 7     | Brésil                 | 1  | 0      | 0      | 1     |
| 7     | Chili                  | 1  | 0      | 0      | 1     |
| 9     | Canada                 | 0  | 1      | 0      | 1     |
| 9     | Cuba                   | 0  | 1      | 0      | 1     |
| 9     | Guatemala              | 0  | 1      | 0      | 1     |
| 12    | Pérou                  | 0  | 0      | 1      | 1     |
| Total | Total                  | 14 | 14     | 14     | 42    |